# 座頭市関所破り
『座頭市関所破り』（ざとういちせきしょやぶり）は、1964年の日本映画。勝新太郎の代表作、座頭市シリーズの第9作。

## あらすじ
妙義山のご来光を拝むため麓の町を訪れた市だったが、そこでは悪代官と結託した貸元が民百姓を苦しめるだけでなく、町を訪れた香具師や旅芸人にも法外なショバ代を要求するのだった。市の怒りの居合いが炸裂する。

## スタッフ
- 企画：浅井昭三郎
- 原作：子母沢寛
- 脚本：浅井昭三郎
- 監督：安田公義
- 撮影：本多省三
- 録音：長岡栄
- 音楽:小杉太一郎
- 照明：加藤博也
- 美術：加藤茂
- 編集：山田弘
- スチール：三浦康寛
- 製作主任：今村喬

## 出演
- 座頭市：勝新太郎
- お咲：高田美和
- 沖剛之助：平幹二朗
- お仙：滝瑛子
- 島村の甚兵衛：上田吉二郎
- 代官・加島五郎太：河野秋武
- 儀十：伊井友三郎
- 新助：千波丈太郎

## 同時上映
- 『忍びの者 続・霧隠才蔵』